# Arutela
La castra romana Arutela és un monument històric, situat entre Paușa i Căciulata, prop de la ciutat de Călimănești. Es calcula que va ser construït entre el 137 i el 138 dC. L'edifici es troba a la riba esquerra del riu Olt, prop del monestir de Cozia i del complex hidroelèctric de Turnu.
La datació de la construcció es va fer a partir d'inscripcions descobertes en dues mostres del frontal de dues de les portes de la castra. Aquestes mostres suggereixen que la castra va ser construïda a l'època d'Adrià per un destacament d'arquers sirians l'any 138, sota les ordres de Titus Flavius Constans, governador militar de la Dàcia Inferior. Les últimes monedes descobertes i datades a Arutela es van emetre entre els anys 220 – 223 dC. Arutela també va acollir un assentament daci, que va gaudir d'una llarga existència sota el domini romà.

## Arqueologia
Les primeres excavacions a "Poiana Bivolari" es van fer l'any 1888–1889 per tal de captar aigua termal sulfurosa. L'excavació va descobrir objectes metàl·lics i monedes romanes d'Adrià, Septimi Sever, Iulia Doamna i Caracalla. Entre 1890 i 1892, Grigore Tocilescu i Pamfil Polonic van continuar amb excavacions parcials, descobrint completament les termes romanes i ruïnes parcials de la castra. Aquests descobriments segueixen sent els únics materials epigràfics trobats al jaciment. Entre 1897 i 1902, les ruïnes d'Arutela van ser parcialment cobertes per la construcció d'un ferrocarril entre Râmnicu Vâlcea i Râul Vadului, mentre que els banys van desaparèixer completament.
El 1967, el Museu Militar Nacional va reobrir el lloc d'investigació fins al 1970, però el va tornar a obrir el 1978. L'obertura va comportar l'exposició completa de les ruïnes que no van ser destruïdes per la construcció del ferrocarril.
Les excavacions arqueològiques van descobrir armes, monedes, olles i inscripcions, exposades avui al Museu Militar Nacional de Bucarest. Un cop acabades les excavacions, el castrum d'Arutela es va convertir en un monument històric del Comitè de Cultura del Comtat de Vâlcea i del Museu d'Història de Râmnicu Vâlcea. El 1982–1983, el castrum va ser renovat en un projecte de l'arquitecte Aurel Teodorescu, seguint les referències elaborades per Cristian Vlădescu, el coordinador de la investigació realitzada anteriorment pel Museu Militar. L'obra va ser executada per C. Panco. La primera "porta pretoriana" (porta praetoria ) a Romania es va reconstruir al mateix lloc.